# Lanjarón
Lanjarón é um município da Espanha na província de Granada, comunidade autónoma da Andaluzia, de área 60,38 km² com população de 3823 habitantes (2007) e densidade populacional de 62,31 hab/km².
É conhecida pelo seu castelo, e por ser uma das mais típicas aldeias de montanha das Alpujarras, na vertente meridional da Sierra Nevada. Também produz água mineral que é distribuída por toda a Espanha.

## Demografia
| Variação demográfica do município entre 1991 e 2004 | Variação demográfica do município entre 1991 e 2004 | Variação demográfica do município entre 1991 e 2004 | Variação demográfica do município entre 1991 e 2004 |
| --------------------------------------------------- | --------------------------------------------------- | --------------------------------------------------- | --------------------------------------------------- |
| 1991                                                | 1996                                                | 2001                                                | 2004                                                |
| 3972                                                | 3971                                                | 3705                                                | 3757                                                |